# デンドロビウム・アフィルム

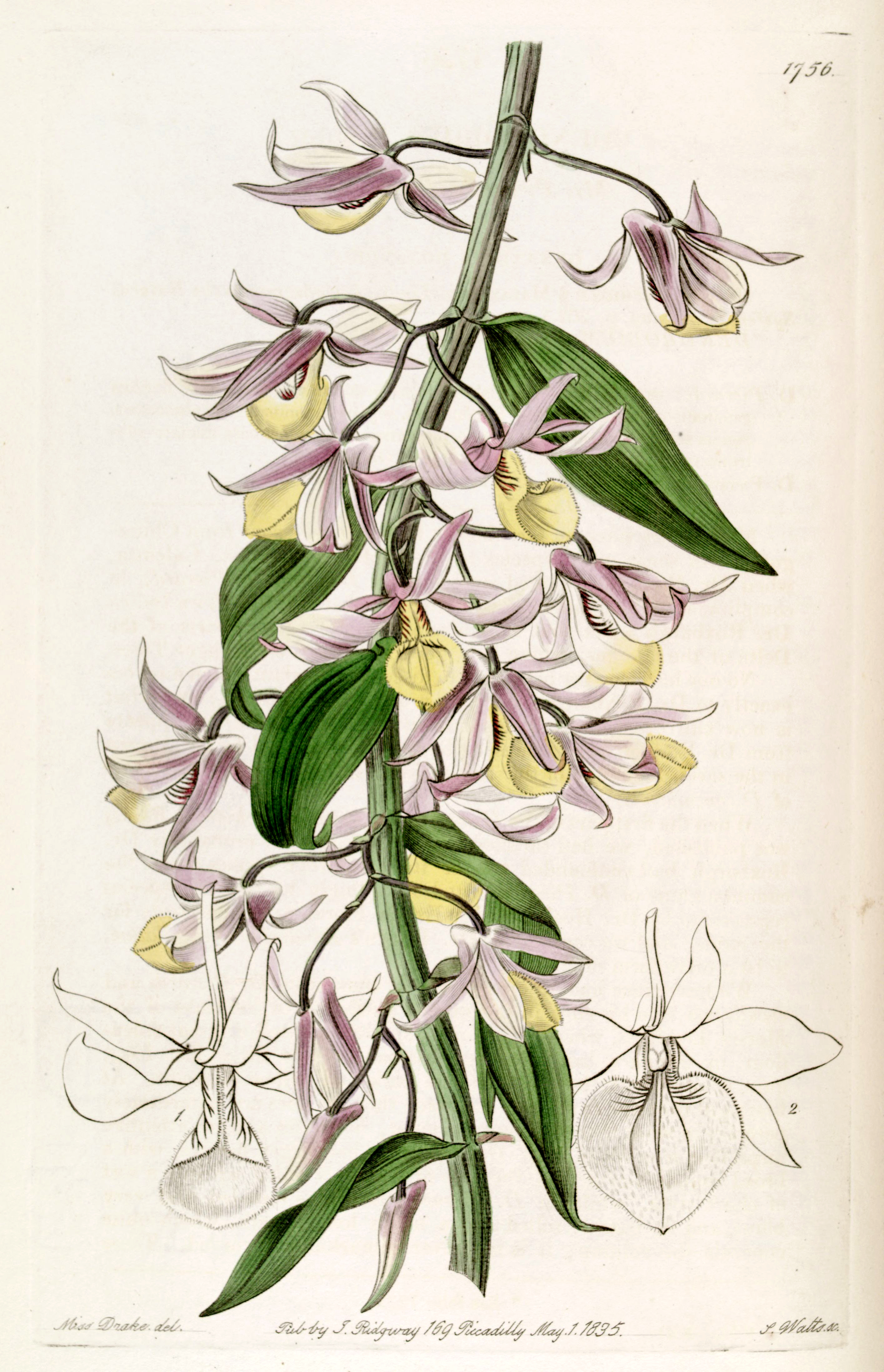
図版

デンドロビウム・アフィルム Dendrobium aphyllum は、洋ランであるデンドロビウムの原種の一つ。細長い茎が垂れ下がり、ピンクの花を付ける。D. pierardii、D. amoenum の学名も使われる。

## 特徴
多年生の着生植物で落葉性。茎は長さ60-90cm、太さ0.3-0.4cmの細長い棒状になり、垂れ下がる。葉は狭卵形で長さ5-12cm、幅1-1.5cm。なお、茎は原産地のチッタゴンなどでは2mにもなるという。
開花期は春。夏にはよく葉を出して成長するが、開花期には全て落葉する。花茎は茎の多くの節から生じ、短い花茎に2-3輪の花を生じる。花は径5cm、香りがある。萼片と側花弁は白から淡い桃色になり、紫の筋紋や斑紋が入る。唇弁は白、ほぼ円形で縁は毛状に細かく分かれ、表面に軟毛がある。

## 分布と生育環境
インド、中国南部からマレーシアに広く分布する。

## 利用
洋ランとして栽培される。高温を必要とするが栽培は容易。垂れ下がる性質のため、吊り鉢などで栽培する。枝垂れた茎に多数の花を付ける姿はカリスタ系と肩を並べて鑑賞価値が高い。開花期に葉が無いことも、花をよく見せる効果がある。特に大株に仕立てると、『ピンクの滝』にも見える。